# Dave Smith (baseball, 1955)
Pour les articles homonymes, voir Dave Smith et Smith.
Pour l'autre joueur de baseball du même nom, voir Dave Smith (lanceur, né en 1957).
Dave Stanley Smith, né le 21 janvier 1955 à Richmond (Californie) et mort le 17 décembre 2008 à San Diego (Californie), était un joueur de baseball américain. Ce lanceur de relève droitier a joué dans les Ligues majeures de baseball pendant 13 saisons.

## Carrière
Dave Smith a été sélectionné par les Astros de Houston en 8e ronde du repêchage du baseball en 1976.
Dave Smith a joué les onze premières saisons de sa carrière chez les Astros de Houston, de 1980 à 1990. Le lanceur droitier a terminé sa carrière avec les Cubs de Chicago, avec qui il s'est aligné en 1991 et 1992.
Il a remporté 53 victoires contre autant de revers et complété sa carrière avec une excellente moyenne de points mérités de 2,67. C'est en 1987 que sa moyenne a été la plus basse, à 1,65 en 50 sorties et 60 manches lancées. Il a protégé 216 victoires en carrière, dont un sommet personnel de 33 sauvetages en 1986. De 1985 à 1990, il a connu six saisons consécutives de 20 victoires protégées ou plus.
En 1999, lors d'une cérémonie spéciale soulignant le départ des Astros de l'Astrodome de Houston, Dave Smith a fait partie des deux lanceurs de relève honorés par l'équipe, avec Billy Wagner. Avec ses 216 sauvetages, Smith arrive par ailleurs deuxième à ce chapitre dans l'histoire de la franchise, après ce même Wagner.
Dave Smith est mort d'une crise cardiaque à San Diego le 17 décembre 2008. Il avait 53 ans.